# Метелик (мультфільм)
«Метелик» — мультиплікаційний фільм-притча режисера Андрія Хржановського.

## Сюжет
Хлопчик упіймав багато метеликів, помістив їх у задушливу закриту банку і заснув. А уві сні він став бранцем величезного метелика, який проніс його в марлевому сачку над землею. Хлопчик зрозумів, що все живе має бути вільним і відкрив кришку банки...

## Творці
| режисер                | Андрій Хржановський                                                                      |
| сценарист              | Роза Хуснутдінова                                                                        |
| художники-постановники | Гелій Аркадьєв Юрій Нольов-Соболєв                                                       |
| аніматори              | Анатолій Абаренов Яна Вольська Юрій Кузюрін Леонід Носирєв Валерій Угаров Микола Федоров |
| оператор               | Олена Петрова                                                                            |
| композитор             | Альфред Шнітке                                                                           |
| звукооператор          | Володимир Кутузов                                                                        |
| помічники              | З. Кредушинська Ст. Гілярова Н. Миколаєва                                                |
| редактор               | Раїса Фрічінська                                                                         |
| монтажер               | М. Трусова                                                                               |
| директор               | Любов Бутиріна                                                                           |

- У роботі над персонажами брав участь художник Микола Кошкін.

## Нагороди і премії
Мультфільм був відзначений призами на кінофестивалях:
- Спеціальна премія журі I МФ фільмів для дітей та юнацтва у Хіхоні (Іспанія), 1973 р.
- Диплом Педагогічного факультету Іранського університету VIII МКФ фільмів для дітей та юнацтва у Тегерані (Іран), 1973 р.

## Цікаві факти
- У мультфільмі не вимовляється жодного слова, звучить лише музика Альфреда Шнітке.

## Видання на відео
- У 2002 році мультфільм випущений на VHS та компакт-дисках Video CD у колекції «Майстра Російської анімації» з англійськими субтитрами, далі — на DVD «Masters of Russian Animation Volume 2»[2].

## Відгуки
Цитата із статті:
Складність синтезу, багатство художніх можливостей ще більшою мірою припускають виразну простоту, суворість у виборі коштів, особливо необхідну в чітких межах невеликого за обсягом твору. «Я хотів би, щоб сцена була такою ж вузькою, як мотузка канатного танцюриста: це відбило б полювання у багатьох невмілих вступати на сцену». Ці рядки Гіте мимоволі асоціюються у мене з невідомим йому мистецтвом мультиплікації, їх можна було б вибити біля під'їздів мультиплікаційних студій: граничний лаконізм, зовнішня обмеженість при дивовижній внутрішній свободі та поетичній ємності образу – така діалектика «малих форм» мальованого іку. Вузькі межі «канатного танцюриста» відкривають тут простір для нестримної фантазії. Ось чому мультиплікація чекає на появу видатних майстрів силуетного мультфільму, виключно поетичного і суворого мистецтва, що розвиває традиції старовинного театру тіней і настільки високо піднятого колись Лоттою Рейнігер. Ось чому так цінне вміння створювати ємні і в той же час ясні у своїй концентрованості образи-символи. Примітні у цьому плані мультфільми Андрія Хржановського, створені за сценаріями Р. Хуснутдінова, «Шафа» і «Метелик», в яких в лаконічних образах-символах виражені великі думки про найвищі цінності життя - добро і красу, про гармонію, таку важливу як у внутрішній духовній сфері сучасної людини, так і в навколишньому світі.
- Асенін С. В. Чарівники екрану: Заглядаючи у завтрашній день. 3d-master.org